# 佐藤一郎 (工学者)
佐藤 一郎（さとう いちろう、1945年7月 - ）は、日本の工学者。四国大学経営情報学部教授。同大学などを運営する学校法人四国大学理事長。東京工業大学理工学部経営工学科卒業。同大学理工学研究科経営工学専攻修了。
所属学会は情報処理学会、経営情報学会、日本経営工学会。

## 経歴
- 1968年 - 東京工業大学理工学部経営工学科卒業。
- 1970年 - 東京工業大学理工学研究科経営工学専攻修了。
- 1971年 - 株式会社マネージ入社。
- 1976年 - 四国女子大学短期大学部講師就任。
- 1994年 - 学校法人四国大学副理事長就任。
- 2001年 - 四国大学経営情報学部教授就任。
- 2002年 - 学校法人四国大学理事長就任。
- 2025年 - 春の叙勲で旭日中綬章を受章[1]。

## 文献
- パーソナルコンピュータを利用した漢字筆順学習システムについて (四国女子大学経営科学研究会誌 1/1, 1970年 ,大学・研究所等紀要)
- SMFを利用した課金システム (四国女子大学情報処理教育センター報 2/, 1989年 ,大学・研究所等紀要)
- User's Guide I. (四国女子大学情報処理教育センター 1991年)
- 文系大学におけるATMを用いた学内ネットワーク構築手法について (教育システム情報学会第62回研究会 1997年)
- 四国大学の情報教育の現状と教育環境 (私情教ジャーナル 6/3, 51-53 1998年)
- マルティホーム接続におけるキャンパスネットワークの運用について (日本教育工学会研究会 1999年)[2]